# Maignan Point
Der Maignan Point (französisch Pointe Maignan) ist eine Landspitze, die das nordöstliche Ende der Cholet-Insel im Wilhelm-Archipel vor der Westküste der Antarktischen Halbinsel bildet. Sie liegt unmittelbar vor dem nordwestlichen Teil der Booth-Insel und markiert die Westseite der Einfahrt zum Port Charcot.
Teilnehmer der Vierten Französischen Antarktisexpedition (1903–1905) kartierten die Landspitze als Erste. Der Expeditionsleiter und Polarforscher Jean-Baptiste Charcot benannte sie nach dem Matrosen F. Maignan, der bei der Abfahrt des Expeditionsschiffs Français aus dem Hafen von Le Havre am 15. August 1903 beim Hantieren mit dem Achtertau ums Leben gekommen war. Das Advisory Committee on Antarctic Names übertrug diese Benennung 1952 ins Englische.